# Dicke Rippe

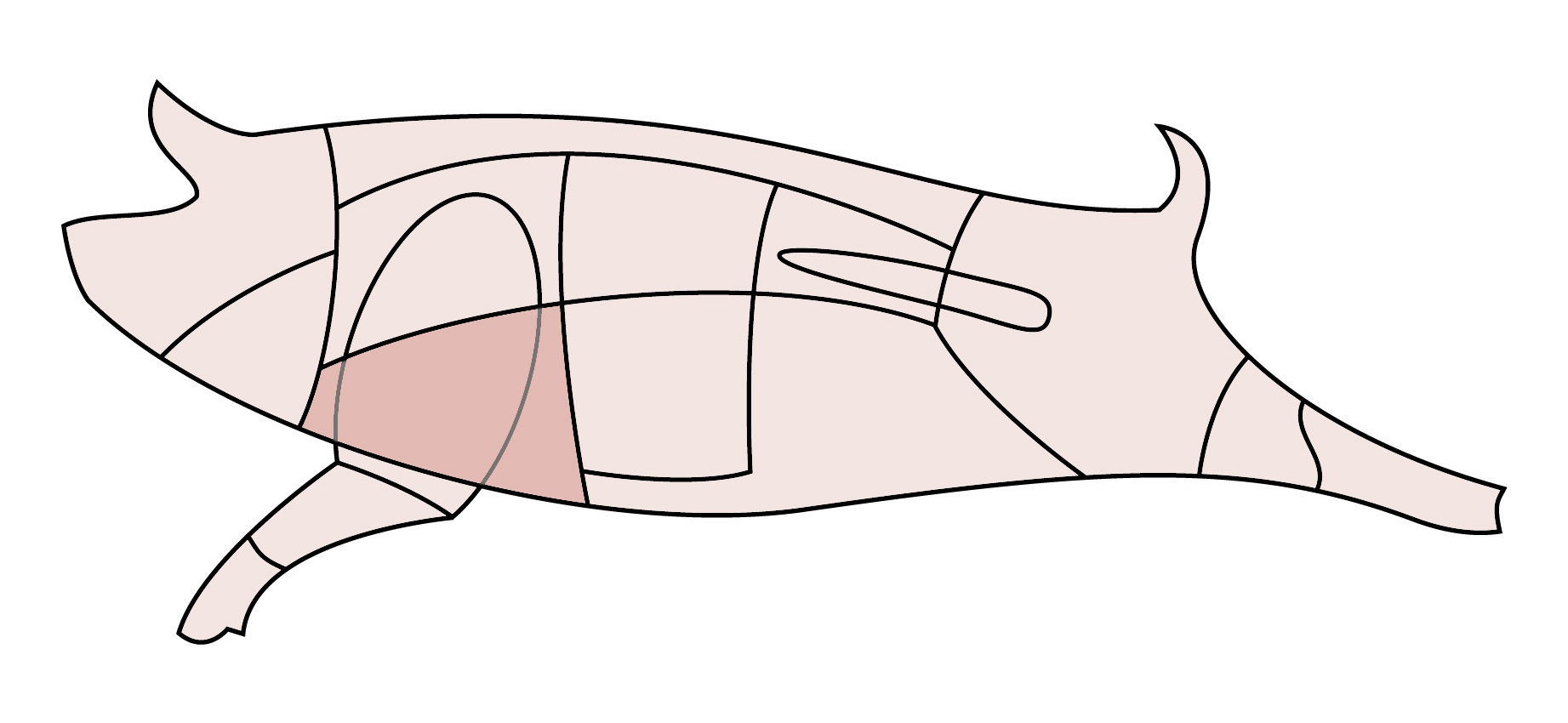
Dicke Rippe

Die dicke Rippe, Brustspitze, Brust oder das Brüstel gehört zum Vorderviertel des Schweins. Sie liegt unterhalb von Nacken bzw. Schulter und hat, ähnlich wie das Bauchfleisch, einen hohen Fettgehalt von etwa 20 Prozent.
Das eher grobe Fleisch der dicken Rippe wird in der Regel mit dem Knochen gekocht oder geschmort. Um es zarter zu machen, sollte es vorher mariniert werden. Meist wird die dicke Rippe jedoch gepökelt oder geräuchert angeboten und ist dann besonders für herzhafte Gerichte wie Eintöpfe geeignet. Ähnlich wie Kalbsbrust kann auch die Brust vom Schwein gefüllt werden.
Als Stück eignet sie sich auch zum Grillen, muss dann aber wie alle langfasrigen Fleischstücke bei geringer Hitze gegart werden. Der hohe Fettgehalt verhindert dabei ein Austrocknen, so dass es sich auch für Einsteiger in das Niedertemperaturgrillen eignet.